# 魏村镇 (临汾市)
魏村镇，是中华人民共和国山西省临汾市尧都区下辖的一个乡镇级行政单位。

## 行政区划
魏村镇下辖以下地区：
羊舍村、羊舍庄村、和村、魏村、车辐村、西郭村、吉家庄村、吴家庄村、梁家庄村和山底村。